# Trofeo Città di San Vendemiano 2023
Il Trofeo Città di San Vendemiano 2023, sessantatreesima edizione della corsa, valida come prova di classe 1.2U dell'UCI Europe Tour 2023, si svolse il 16 aprile 2023 su un percorso di 171,6 km, con partenza e arrivo a San Vendemiano, in Italia. La vittoria fu appannaggio del danese Anders Foldager, il quale completò il percorso in 4h08'40", precedendo gli italiani Andrea Debiasi e Giosuè Epis.
Sul traguardo di San Vendemiano 57 ciclisti, dei 165 partenti, portarono a termine la competizione.

## Squadre e corridori partecipanti
| N.    | Cod. | Squadra                            |
| ----- | ---- | ---------------------------------- |
| 1-6   | ZEF  | Zalf Euromobil Fior                |
| 7-12  | AQD  | Astana Qazaqstan DT                |
| 13-18 | BIE  | Biesse-Carrera                     |
| 19-24 |      | Campana Imb.-Geo & Tex-Trentino    |
| 25-30 | CTF  | Cycling Team Friuli                |
| 31-36 | CTK  | Cycling Team Kranj                 |
| 37-42 | GAL  | Gallina Ecotek Lucchini Colosio    |
| 43-48 | GEF  | General Store-Essegibi-F.lli Curia |
| 49-54 | GBF  | Green Project-BardianiCSF-Faizanè  |
| 55-59 |      | Hopplà-Petroli Firenze-Don Camillo |
| 60-65 | LGS  | Ljubljana Gusto Santic             |
| 66-71 | Q3C  | Q36.5 Continental Cycling Team     |
| 72-77 | RNO  | Rad-Net Oßwald                     |
| 78-83 | SIS  | Sias Rime                          |

| N.      | Cod. | Squadra                         |
| ------- | ---- | ------------------------------- |
| 84-89   | SVK  | Slovacchia                      |
| 90-94   |      | Solme-Olmo                      |
| 95-100  | CPK  | Team Colpack Ballan             |
| 101-106 |      | Eolo-Kometa U23                 |
| 107-112 |      | Team Gaiaplast Bibanese         |
| 113-117 | TER  | Team Technipes inEmiliaRomagna  |
| 118-123 | TIR  | Tirol KTM Cycling Team          |
| 124-129 |      | Trevigiani Energiapura Marchiol |
| 130-135 |      | UC Monaco                       |
| 136-141 |      | Velo Club Mendrisio             |
| 142-147 | WSA  | WSA KTM Graz p/b Leomo          |
| 148-153 |      | Zappi Racing Team               |
| 154-159 |      | Cycling Team Valcavasia         |
| 160-165 |      | SC Valle Seriana-Cene           |

## Ordine d'arrivo (Top 10)
| Pos. | Corridore            | Squadra     | Tempo    |
| ---- | -------------------- | ----------- | -------- |
| 1    | Anders Foldager      | Biesse      | 4h08'40" |
| 2    | Andrea Debiasi       | CTF         | s.t.     |
| 3    | Giosuè Epis          | Zalf        | s.t.     |
| 4    | Davide Dapporto      | Technipes   | s.t.     |
| 5    | Alessandro Romele    | Colpack     | s.t.     |
| 6    | Alessandro Pinarello | Gr. Project | s.t.     |
| 7    | Edoardo Sandri       | Q36.5 Cont. | s.t.     |
| 8    | Carlo Favretto       | General St. | s.t.     |
| 9    | Sergio Meris         | Colpack     | s.t.     |
| 10   | Andrea Montoli       | Eolo U23    | s.t.     |